# Batture
Pour les articles homonymes, voir Batture (homonymie).
 (mai 2021).
Si vous disposez d'ouvrages ou d'articles de référence ou si vous connaissez des sites web de qualité traitant du thème abordé ici, merci de compléter l'article en donnant les références utiles à sa vérifiabilité et en les liant à la section « Notes et références ».
La batture est une étape du procédé de reliure traditionnelle. C'est sur un bloc de pierre ou de marbre d'environ 80 cm de longueur sur 40 à 50 cm de largeur, qu'on désigne sous le nom de pierre à battre, qu'on bat les livres pour en rendre toutes les pages bien planes. La pierre de liais est préférable au marbre ; elle a le grain très fin et elle lisse moins le papier. Sa surface doit être très unie et horizontale.
Le marteau du relieur est une masse de fer dont la tête est large et carrée, de 10 cm environ de côté. Les vives arêtes sont arrondies, afin que les batteurs ne courent pas le risque de couper les feuilles.  La surface de la tête est un peu convexe. Les relieurs appellent cette convexité la panse du marteau. Le manche est court et gros ; il est assez élevé pour que les doigts du batteur ne puissent jamais toucher la pierre, et ceci afin d'éviter qu'il ne se blesse. Le marteau avec son manche pèse environ 5 kilogrammes.
L'adresse est plus nécessaire que la force pour battre. II suffit d'avoir la force de soulever le marteau, on le laisse ensuite retomber par son propre poids, bien parallèlement à la surface de la pierre. Le relieur tient la battée d'une main et le marteau de l'autre. Le premier coup de marteau se donne au milieu de la feuille ; le second et les suivants se donnent en tirant la battée à soi, mais de manière que le coup qui suit tombe sur le coup qui précède au tiers de sa distance, afin que le coup suivant couvre des deux tiers le coup précédent, et d'éviter par là de faire des bosses qu'on appelle noix. On tire toujours la battée vers soi, jusqu'à ce qu'on soit arrivé à l'extrémité la plus éloignée du coup. Alors on tourne la battée entière du haut en bas, et l'on frappe du même côté, en commençant à couvrir des deux tiers le premier coup qu'on a donné, et on continue de même avec les mêmes précautions.
Dans les grands ateliers de reliure traditionnelle, on remplace l'opération longue et coûteuse du battage par un laminoir, entre les cylindres duquel on fait passer des cahiers de six à douze feuilles.